# Beam Suntory
Beam Suntory, Inc. – amerykańskie przedsiębiorstwo z siedzibą w Chicago, w stanie Illinois, w Stanach Zjednoczonych, zajmujące się produkują napojów alkoholowych. Przedsiębiorstwo jest jednostką zależną japońskiego holdingu Suntory Holdings Limited.
Do gamy produktów wytwarzanych przez przedsiębiorstwo należą burbon, tequila, wódka, koniaki, likiery, whisky szkockie i kanadyjskie, whiskey irlandzka oraz gotowe koktajle.
Przedsiębiorstwo zostało założone w 2011 roku jako Beam Inc., w wyniku rozwiązania holdingu Fortune Brands.
13 stycznia 2014 roku Suntory Holdings Limited ogłosiło zamiar zakupu Beam Inc. za około 13,6 mld USD. Przejęcie zostało zrealizowane 30 kwietnia 2014 za cenę końcową równą około 16 mld USD. Ogłoszono także, że przedsiębiorstwo zmieni nazwę na Beam Suntory.

## Rozwój przedsiębiorstwa
- 16 grudnia 2011 roku Beam Inc. nabyła za 95 mln dolarów Cooley Distillery, jedyną niezależną destylarnię irlandzkiej whiskey[4].
- 22 kwietnia 2012 roku firma ogłosiła przejęcie marek Pinnacle oraz Calico Jack za 600 mln dolarów od firmy White Rock Distilleries[5].

## Gama produktów
Do marek produkowanych przez przedsiębiorstwo należą:
- Whiskey amerykańska:
  - Bourbony – Jim Beam, Maker’s Mark, Old Grand-Dad, Old Crow, Baker’s, Basil Hayden’s, Booker’s, Knob Creek
  - Whiskey żytnia (rye) – Jim Beam Rye, Knob Creek Rye, Old Overholt (rī)1
  - Whiskey amerykańska mieszana (blended) – Kessler, Beam’s Eight Star
- Whisky szkocka:
  - Whisky szkocka słodowa (single malt) – Laphroaig, Ardmore, Bowmore
  - Whisky szkocka mieszana (blended) – Teacher’s Highland Cream
- Whiskey irlandzka:
  - Whiskey irlandzka słodowa (single malt) – The Tyrconnell, Connemara
  - Whiskey irlandzka zbożowa (single grain) – Greenore
  - Whiskey irlandzka mieszana (blended) – Kilbeggan
- Whisky kanadyjska
  - Alberta Premium, Canadian Club, Tangle Ridge, Windsor Canadian
- Whisky hiszpańska:
  - DYC whisky
- Whisky japońska
  - Yamazaki, Hakushu, Hibiki
- Tequila
  - Sauza, Hornitos de Sauza, El Tesoro de Don Felipe, Tres Generaciones
- Koniak
  - Courvoisier, Salignac
- Wódka
  - VOX, Wolfschmidt, Gilbey's, Effen, Pinnacle,
- Rum
  - Cruzan, Calico Jack, Ronrico
- Gin
  - Larios, Gilbey’s, Calvert
- Brandy
  - Fundador, Terry Centenario, Tres Cepas
- Likiery
  - Likiery Starbucks, Kamora, After Shock, Leroux, Castellana, Sourz
- Sherry
  - Harvey's Bristol Cream

Poza markami produkowanymi bezpośrednio przez firmę i jej podmioty zależne, Beam Suntory importuje i sprzedaje też produkty wytwarzane przez innych producentów, na przykład DeKuyper.